# Kōta Mizunuma
Kōta Mizunuma (水沼 宏太 Mizunuma Kōta?,  Yokohama, Kanagawa, 22 de febrero de 1990) es un futbolista japonés. Juega de delantero o centrocampista y su equipo es el Newcastle United Jets F. C. de la A-League de Australia. Su padre, Takashi, también fue futbolista profesional.

## Trayectoria
Estuvo en las inferiores del Yokohama F. Marinos entre 2002 y 2007, ese mismo año debutaría profesionalmente por el club, a pesar del buen desempeño mostrado en el mundial sub-17, no logró adaptarse al juego del F. Marinos por lo que en sus últimos 3 años en la primera etapa del club fue cedido al Tochigi S.C. clube que se encontraba en la segunda categoría del fútbol nipón. En su segunda cesión en el año 2012 al recien ascendido Sagan Tosu, obtuvo un buen desempeño por lo cual el club compró el pase del Mizunuma, en donde estaría hasta 2015.
En 2016 llega al F.C. Tokyo, para reforzar la plantilla de cara a la Liga de Campeones de la AFC de ese año, sin embargo no logra destacar en la plantilla, siendo prestado en algunos partidos al ahora extinto equipo reserva F.C. Tokyo sub-23.
En 2017 es cedido al Cerezo Osaka en donde logra destacar y ser pieza clave en una de las mejores temporadas del club en décadas después de una seqúia de mas de 33 años, obteniendo los dos títulos de copa ese año la Copa J.League y Copa del Emperador. A la temporada siguiente, el Cerezo compra el pase de Mizunuma, quien seguiría siendo pieza fundamental del club durante los siguientes 2 años.
Después de su paso por Osaka, Mizunuma regresa al club que lo vió crecer como jugador y además vigente campeón de la J1 League, el Yokohama F. Marinos. El jugador logró aclimatarse lentamente a su nuevo club, gozando cada vez de mas oportunidades hasta afianzarse como titular, llegando a final de temporada a vestir la jineta de capitán en algunos encuentros.
Al realizar notables temporadas en los dos años anteriores, recibe varias ofertas de distintos clubes, sin embargo Mizunuma decide quedarse debido al apego que siente hacia el club y a su padre Takashi quién es considerado una leyenda del club por la afición, por esto mismo decide cambiar el nombre en su camiseta de "KOTA" a "MIZUNUMA". 
Con la llegada de Kevin Muscat como director técnico, Kota se gana su puesto de titular indiscutido en el club llegando a ser elegido como el MVP de Junio de la J1 League.
En la última fecha de la J1 League 2022 fué pieza clave en el partido contra el Vissel Kobe, donde asistió los 3 goles con los cuales fué posible la obtención del primer título de liga para Mizunuma, y el quinto título para el Yokohama F. Marinos. 

## Selección nacional
En las selecciones inferiores se destacó como capitán de la selección en el Mundial sub-17 de 2007 y ganando el Campeonato Sub-17 de la AFC 2006, también sería parte de las selecciones sub-20 y sub-23, en esta última destacando al haber ganado la medalla de oro en los Juegos Asiáticos de 2010.
Debuta con la selección absoluta de Japón a los 32 años en donde participó en el Campeonato de Fútbol de Asia Oriental de 2022, obteniendo el título para Japón después de 9 años desde la última vez.
| Selección | País  | Año       |
| --------- | ----- | --------- |
| Sub-17    | Japón | 2005-2007 |
| Sub-20    | Japón | 2007-2008 |
| Sub-23    | Japón | 2010-2012 |
| Absoluta  | Japón | 2022-     |

## Clubes
| Club                          | País      | Año           |
| ----------------------------- | --------- | ------------- |
| Yokohama F. Marinos           | Japón     | 2007-2012     |
| Tochigi S. C. (préstamo)      | Japón     | 2010-2011     |
| Sagan Tosu (préstamo)         | Japón     | 2012          |
| Sagan Tosu                    | Japón     | 2013-2015     |
| F. C. Tokyo                   | Japón     | 2016-2017     |
| F. C. Tokyo sub-23 (préstamo) | Japón     | 2016          |
| Cerezo Osaka (préstamo)       | Japón     | 2017          |
| Cerezo Osaka                  | Japón     | 2018-2019     |
| Yokohama F. Marinos           | Japón     | 2020-2025     |
| Newcastle United Jets F. C.   | Australia | 2025-presente |

## Palmarés

### Títulos nacionales
| Título             | Club                | País  | Año  |
| ------------------ | ------------------- | ----- | ---- |
| Copa J. League     | Cerezo Osaka        | Japón | 2017 |
| Copa del Emperador | Cerezo Osaka        | Japón | 2017 |
| Supercopa de Japón | Cerezo Osaka        | Japón | 2018 |
| J1 League          | Yokohama F. Marinos | Japón | 2022 |
| Supercopa de Japón | Yokohama F. Marinos | Japón | 2023 |

### Títulos internacionales
| Título                                | Club (*)                  | Sede    | Año  |
| ------------------------------------- | ------------------------- | ------- | ---- |
| Campeonato Sub-16 de la AFC           | Selección sub-17 de Japón | Kallang | 2006 |
| Juegos Asiáticos                      | Selección sub-23 de Japón | Cantón  | 2010 |
| Campeonato de Fútbol de Asia Oriental | Selección de Japón        | Japón   | 2022 |

(*) Incluyendo la selección.